# Eva Edling
Eva Charlotta Henrika Edling, född 4 maj 1872 i Bo församling, Örebro län, död 7 mars 1964 i Uppsala domkyrkoförsamling, Uppsala län, var en svensk konstnär.

## Biografi
Eva Edling var dotter till fördelningsläkaren Nils August Edling och Emma Christina Charlotta Vult von Steijern.
Edling studerade vid Konstakademien 1900–1905 samt under studieresor till Italien och Tyskland. Hon ställde ut med Föreningen Svenska Konstnärinnor i Stockholm samt i Uppsala, Lund och Helsingborg. Hennes konst består huvudsakligen av porträtt.
Edling är representerad med ett porträtt av John Wennerholm på Veterinärhögskolan i Stockholm och ett porträtt av brodern häradshövding N Edling i Örbyhus tingshus i Uppland. Hon är begravd på Uppsala gamla kyrkogård.